# بابلو إدواردو إيسلاس
بابلو إدواردو إيسلاس (بالإسبانية: Pablo Eduardo Islas)‏ هو لاعب كرة قدم أرجنتيني في مركز الهجوم، ولد في 19 فبراير 1979 في بوينس آيرس في الأرجنتين. لعب مع نادي فينيزيا ونادي قرطاجنة.